# I Walk the Line
I Walk the Line é um disco de autoria de Johnny Cash lançado pela Columbia Records em maio de 1964. Metade de suas faixas foram novas performances de Cash, duas das quais, "Bad News" e " Understand Your Man ", viriam a se tornar top dez singles no Country. Esse álbum foi um dos que fizeram mais sucesso em toda sua discografia.
" I Walk the Line "," Folsom Prison blues "," Hey Porter "," Wreck of the Old '97 ", e " Big River " são regravações de canções que haviam sido lançadas como faixas do álbum ou singles antes da assinatura de Johnny com a Columbia. " I Still Miss Someone " é uma nova versão de uma canção que tinha aparecido no primeiro LP da Columbia, The Fabulous Johnny Cash.